# 요스바니 에르난데스
요스바니 에르난데스 카르보넬(스페인어: Yosvany Hernández Carbonell, 1991년 6월 23일~)은 쿠바의 배구 선수로 포지션은 레프트이다. 현재 V-리그의 대전 삼성화재 블루팡스 소속으로 활동하고 있다.

## 클럽 경력

### 안산 OK저축은행 러시앤캐시
2018-2019 외국인 트라이아웃에서 안산 OK저축은행 러시앤캐시의 지명을 받고 한국배구리그에 입단했다. 시즌 초반 최고의 활약을 보여주며. 1라운드 MVP가 되었고, V리그 득점3위, 서브2위를 기록하였다

### 천안 현대캐피탈 스카이워커스
2019-20 외국인 트라이아웃에서 천안 현대캐피탈 스카이워커스의 지명을 받았다. 등번호는 14번이었으며 중간에 부상을 당해 많은 경기를 뛰지는 못했지만 여전히 강력한 서브를 가지고 있었다.

## 국가대표팀 경력
2010년에 쿠바 국가대표팀에 발탁되어 같은 해에 열린 월드리그에 참가하였다.